# 拉喬亞區

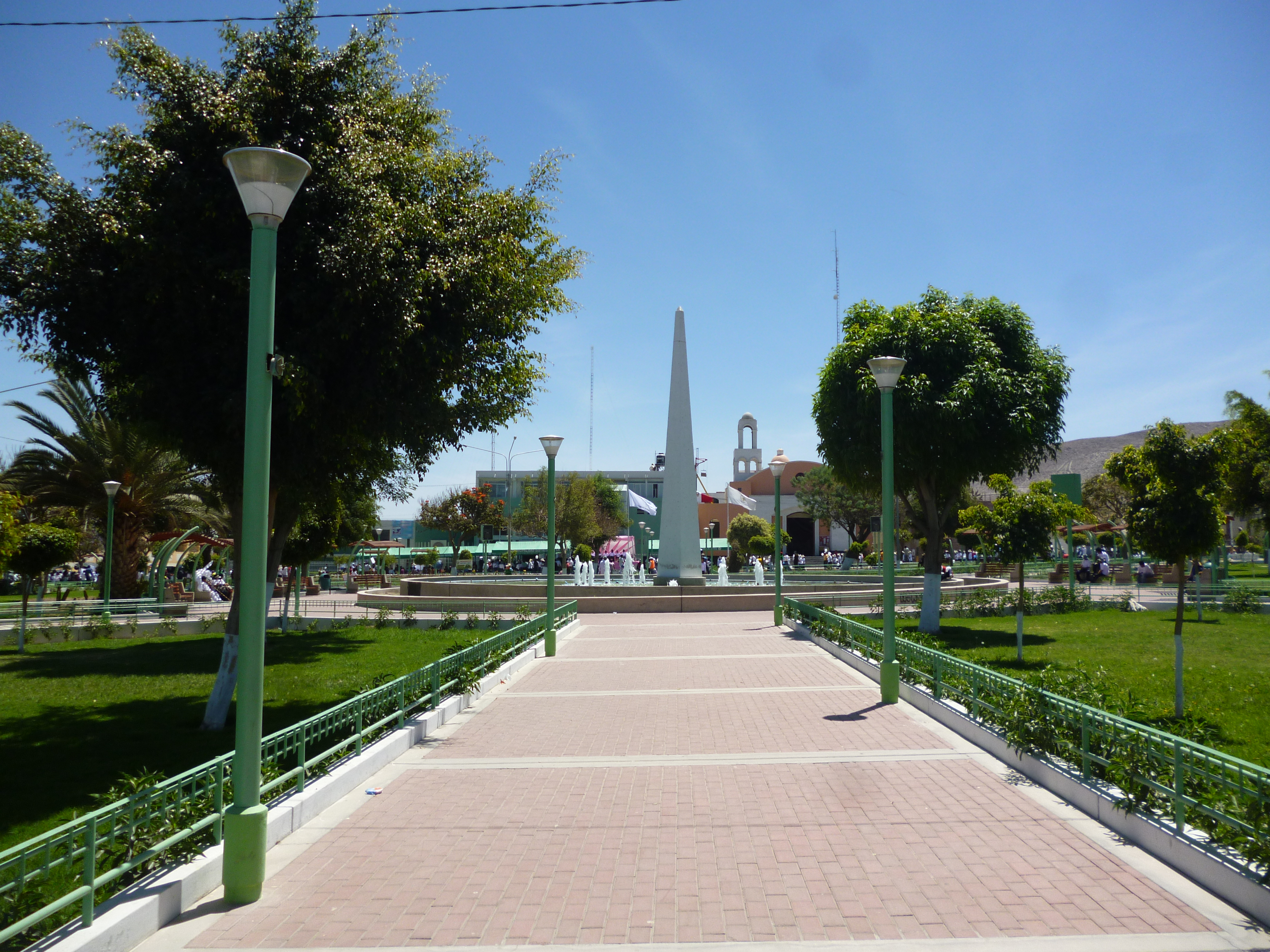

拉喬亞區（西班牙語：Distrito de La Joya），是秘魯的一個區，位於該國南部阿雷基帕大區的阿雷基帕省，始建於1952年3月25日，面積670.22平方公里，海拔高度1,620米，2005年人口22,513，人口密度每平方公里34人。